# Place de la République-de-l'Équateur
La place de la République-de-l'Équateur est une voie située dans les quartiers de l'Europe et du Faubourg-du-Roule du 8e arrondissement et dans le quartier de la Plaine-de-Monceaux du 17e arrondissement de Paris.

## Situation et accès
La place de la République-de-l'Équateur est desservie par la ligne 2 à la station Courcelles.

## Origine du nom
Elle doit son nom au pays d'Amérique du Sud, l'Équateur.

## Historique
Ancienne partie du boulevard de Courcelles, la place est créée en 1971 sur l'emprise des voies qui la bordent.

## Bâtiments remarquables et lieux de mémoire
- La façade de l'immeuble en brique faisant le coin entre la rue de Courcelles et le boulevard de Courcelles porte un monument à Pedro Vicente Maldonado (1704-1748), scientifique équatorien qui participa avec Charles Marie de La Condamine à la mesure de l'équateur terrestre entre 1736 et 1744. Le monument est composé d'un buste en bronze et d'une plaque en marbre ; il a été installé en 2004.

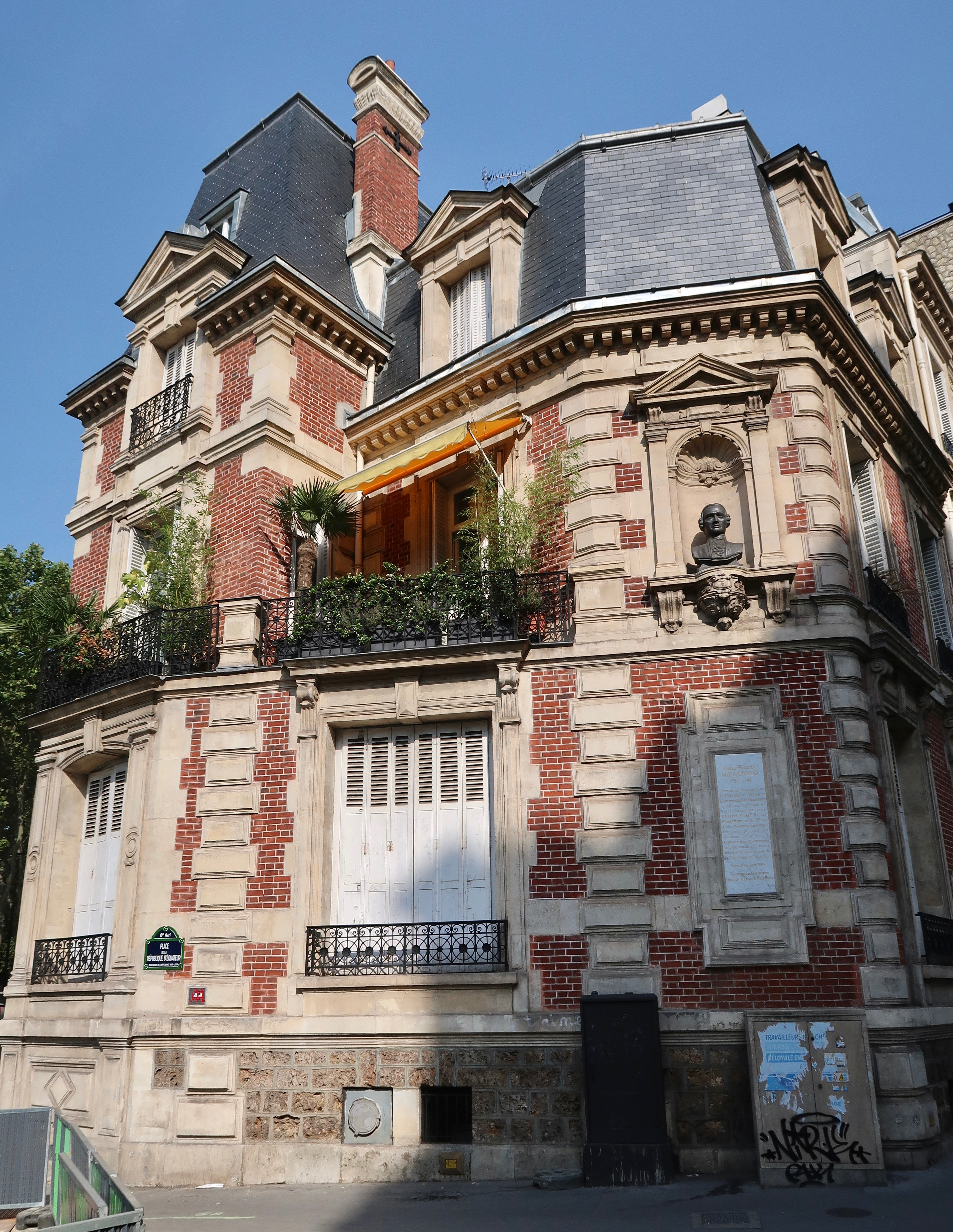
Immeuble sur la place.
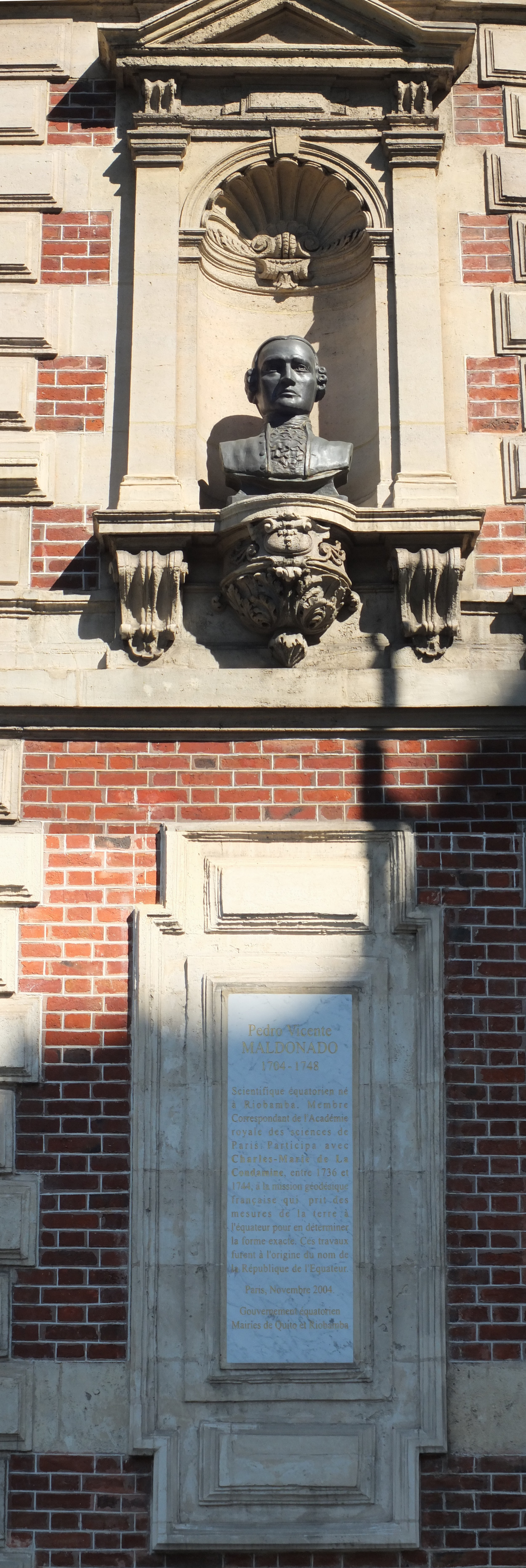
Monument à Pedro Vicente Maldonado.
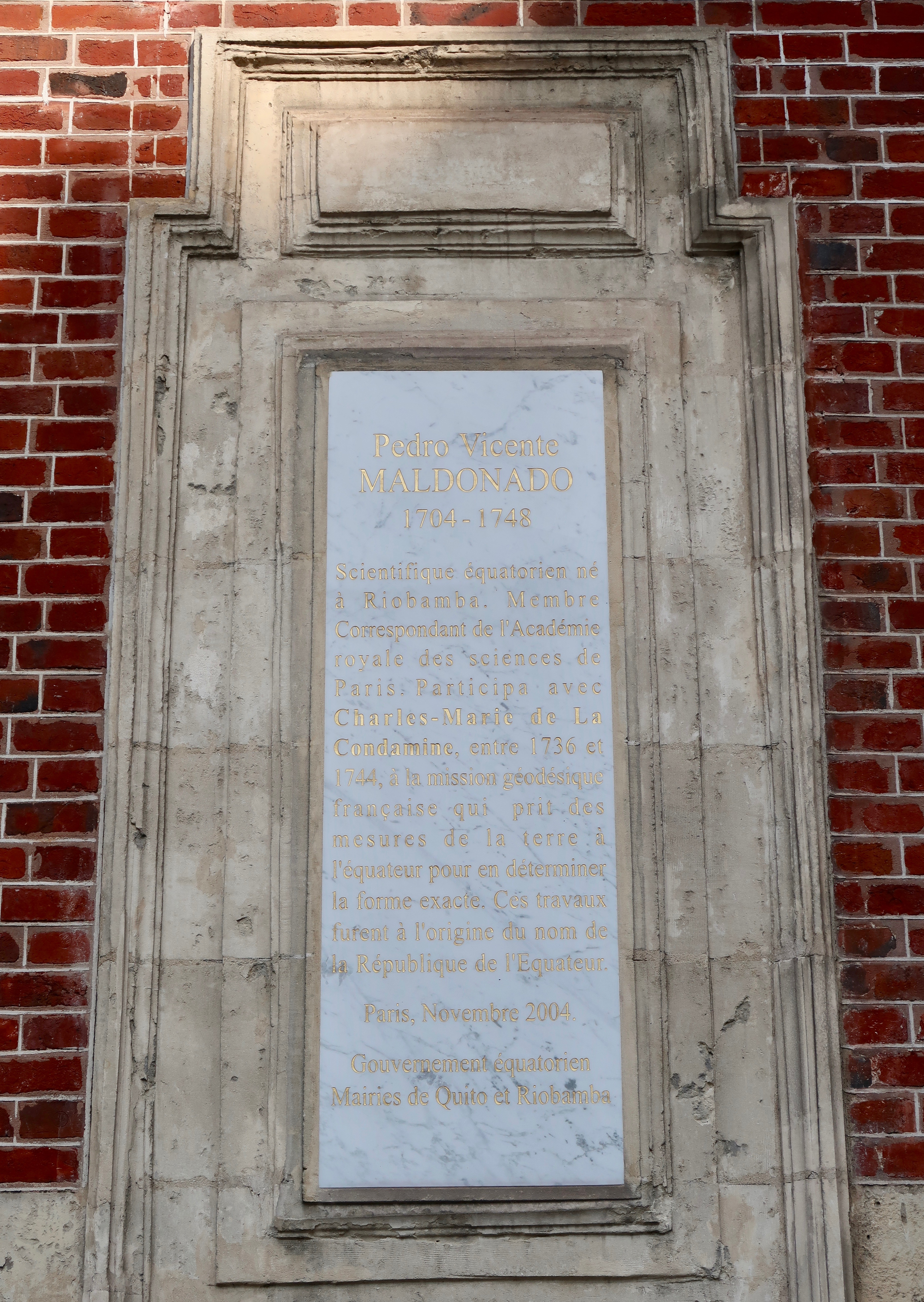
Plaque.
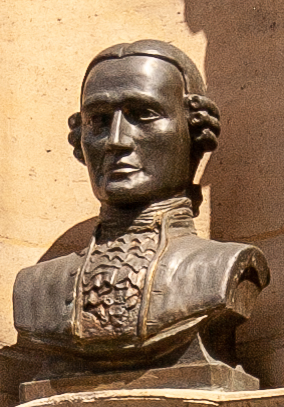
Buste.